# Lady Sovereign
Lady Sovereign (*19. prosince 1985 jako Louise Amanda Harman) je původem londýnská rapperka, která v roce 2006 prorazila s albem Public Warning.

## Biografie
Vyrůstala v neutěšeném prostředí Chalk Hill, v londýnské čtvrti Wembley. Když jí bylo čtrnáct, začala pod vlivem hiphopových Salt-n-Pepa skládat vlastní písně, jež dávala volně ke stažení na internet. V této době si také přivlastnila umělecké jméno Lady Sovereign, podle zlatého prstenu, který s oblibou nosila.
Podobně jako Lethal Bizzle a Dizzee Rascal, i Lady Sovereign dokázala pořádně zahýbat grimeovou scénou, a to především díky singlu „Love Me or Hate Me (Fuck You!!!!)“. Album Public Warning vydané na značce Def Jam bylo upřímnou zpovědí, ale i rebelstvím a tvrdohlavostí tehdy dvacetileté průšvihářky.
Druhé album Jigsaw vyšlo 6. dubna 2009 u EMI.

## Lady Sovereign v České republice
20. 8. 2009 vystoupila Lady Sovereign společně s bubeníkem a DJkou na 8. ročníku Hip Hop Kemp 2009 v Hradci Králové se show sestavenou hlavně z repertoáru nového alba Jigsaw.

## Diskografie

### Studiová alba
- 2006: Public Warning
- 2009: Jigsaw

### EP
- 2006: Vertically Challenged
- 2006: Blah Blah
- 2007: Those Were the Days

### Singly
- 2005: „Random“
- 2005: „9 to 5“
- 2005: „Hoodie“
- 2006: „Nine2Five“
- 2006: „Love Me or Hate Me“
- 2007: „Those Were the Days“
- 2008: „I Got You Dancing“
- 2009: „So Human“